# ألف إيهلن
ألف إيهلن (بالبوكمول: Alf Ihlen) هو شخصية أعمال نرويجي، ولد في 30 يونيو 1900، وتوفي في 6 أبريل 2006.